# HD220575
HD220575 — хімічно пекулярна зоря спектрального класу B9, що має видиму зоряну величину в смузі V приблизно  6,7.
Вона  розташована на відстані близько 2548,1 світлових років від Сонця.

## Фізичні характеристики
Зоря HD220575 обертається 
порівняно повільно 
навколо своєї осі. Проєкція її екваторіальної швидкості на промінь зору становить  Vsin(i)= 23км/сек.

## Пекулярний хімічний склад
Зоряна атмосфера HD220575 має підвищений вміст 
Hg
.